# رشید محمدبیوف
رشید محمدبیوف (ترکی آذربایجانی: Rəşid Məmmədbəyov; ۲۸ فوریهٔ ۱۹۲۷ – ۴ دسامبر ۱۹۷۰) کشتی‌گیر اهل اتحاد جماهیر شوروی سوسیالیستی بود.
وی در مسابقات کشوری و بین‌المللی در مجموع برندهٔ ۶ مدال نقره شده‌است.